# クヌート・ラスムッセン

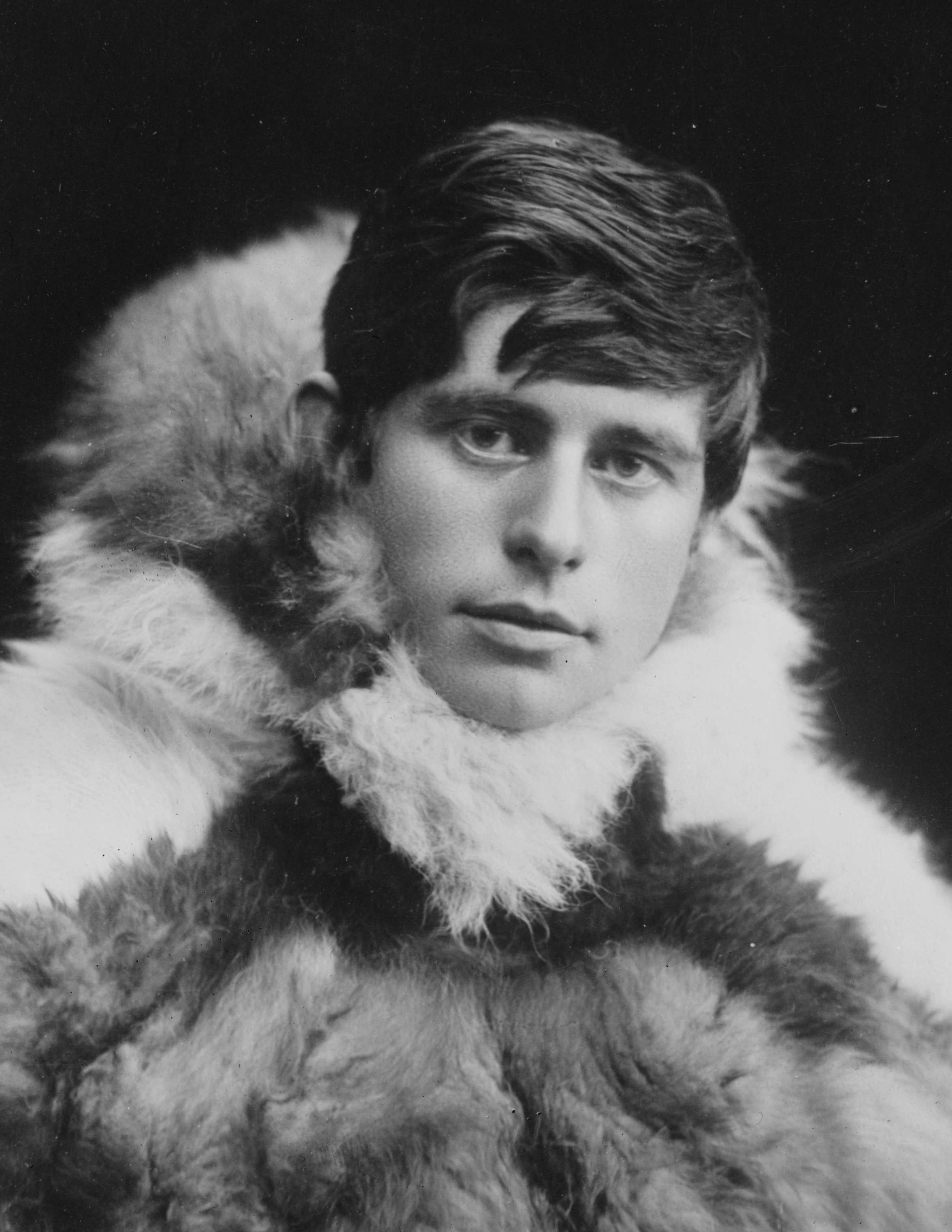
クヌート・ラスムッセン

クヌート・ラスムッセン（Knud Johan Victor Rasmussen、1879年6月7日 - 1933年12月21日）はグリーンランドの極地探検家で、人類学者である。「エスキモー学の父」と呼ばれる。北西航路を始めて犬ぞりで横断した。グリーンランドやデンマーク、カナダのイヌイットの間では、よく知られた人物である。

## 生涯
グリーンランド、イルリサット(デンマーク名：Jakobshavn)のデンマーク人の宣教師の家に生まれた。母親はイヌイットである。グリーンランドのイヌイット(Kalaallit) のなかで暮らし、彼らの言葉や狩りの方法や、犬ぞりの使い方、厳しい季候のなかでの暮らし方を学んだ。後にシェラン島の北部の街、Lyngeで教育を受け、20歳ころまでの2年間、俳優やオペラ歌手をめざしたが成功しなかった。
1902年から1904年にかけて "The Literature Expedition"と呼ばれる最初の探検旅行を Jørgen Brønlund、Harald Moltke、Ludvig Mylius-Erichsenと行い、イヌイットの文化を調査した。帰国後、講演旅行を行い、1908年にイヌイットの風俗をまとめた旅行記 The People of the Polar Northを出版した。同じ年に、Dagmar Andersenと結婚した。
1910年に友人の ピーター・フロイヘンとグリーンランドのケープ・ヨークに Thule Trading Stationを設立し、ここが7回にわたるラスムッセンの探検旅行の基地となった。
1912年にラスムッセンとフロイヘンは、ピアリーランドがグリーンランドと海峡で隔てられているというアメリカ人探検家ロバート・ピアリーの主張が正しいかどうかを確かめるために最初の探検を行った。内陸氷地帯を1000kmに亘って探検し、ピアリーランドが半島であることを証明し、王立地理学会の会長 Clements Markhamから、「犬ぞりでなされた最も優れた業績」と賞賛された。この探検についてフロイヘンはVagrant Viking (1953) とI Sailed with Rasmussen (1958)の2冊の探検記を出版した。
1916年から1918年の間に行われた2回目の探検は7人のチームで行われ、これまで知られていなかったグリーンランド北海岸部の地理情報を得るために行われた。この探検ではラスムッセンの探検のなかで唯一、2人の犠牲者をだすことになった。この記録は1921年に Greenland by the Polar Seaとしてまとめられた。1919年にロアール・アムンセンに協力するための3回目の探検を行い、1919年から1920年にはグリーンランド東部を探検し、Angmagssalikの近くの民俗学的資料を収集した。
1921年から1924年の間に行われた探検はエスキモーの人種的起源を探究するために行われ、現在デンマークの博物館に展示されている民族学、考古学、生物学的資料が収集された。10巻からなるThe Fifth Thule Expedition 1921-1924は1946年に出版された。探検隊は カナダ東部北極圏で、標本の収集やインタビュー、発掘をおこなった。ラスムッセンはチームを離れ16ヶ月に渡って、2人のイヌイット猟師と犬ぞりでアラスカのノームまで北アメリカを横断した。さらにロシアに渡ろうとしたが、ヴィザがとれなかった。この旅行記は1927年の Across Arctic America (1927)にまとめられた。カナダで2006年にThe Journals of Knud Rasmussen として映画化された。
この間、1923年には、北極圏における探検の功績に対して、イギリスの王立地理学会から金メダル（創立者メダル）を贈られた。
その後7年間、グリーンランドとデンマークの間を旅し、講演と執筆を行った。1931年にノルウェーとデンマークの領有を争った、グリーンランドの東部の調査を行い、1933年に7回目の探検でキビヤックによる食中毒になった後、コペンハーゲンで肺炎で死亡した。
小惑星(3004) Knudはクヌートの名前にちなんで命名された。